# Yezoceryx elatus
Yezoceryx elatus är en stekelart som beskrevs av Wang 1982. Yezoceryx elatus ingår i släktet Yezoceryx och familjen brokparasitsteklar. Inga underarter finns listade i Catalogue of Life.